# Frísové
Frísové jsou germánský národ žijící v dnešním Nizozemsku a Německu. Vzhledem k postupné diverzifikaci dnes mluví jedním ze tří dochovalých fríských jazyků. Jednotná fríština vymizela.
Frísové byli ve středověku významnými obchodníky a rejdaři. Jejich stát se nejdřív dostal pod kontrolu Franské říše, později Holandska. Později Frísko ztratilo trvale samostatnost, úředním jazykem se staly ostatní jazyky, fríské jazyky existovaly po několik staletí prakticky pouze v mluvené podobě. V posledních desetiletích začaly být ve všech zemích systematicky vyučovány, vydávají se v nich tiskoviny, rozvíjí se literatura (například nizozemský spisovatel Theun de Vries napsal některá svá díla ve západofríštině).
Stará fríština měla velmi blízko ke staré angličtině a i dnešní fríské jazyky jsou považovány za jazyky angličtině nejbližší. Např. anglickému green cheese (nezralý sýr) odpovídá západofríské griene tsiis, zatímco nizozemsky se totéž řekne groene kaas. Vzhledem k dlouholeté nadvládě ostatních národů však jejich jazyky zanechaly na fríských jazycích přece jen zřetelné stopy. Nejstarší dochované písemné památky jsou ze 13. až 16. století.